# Speciální síly Ukrajiny

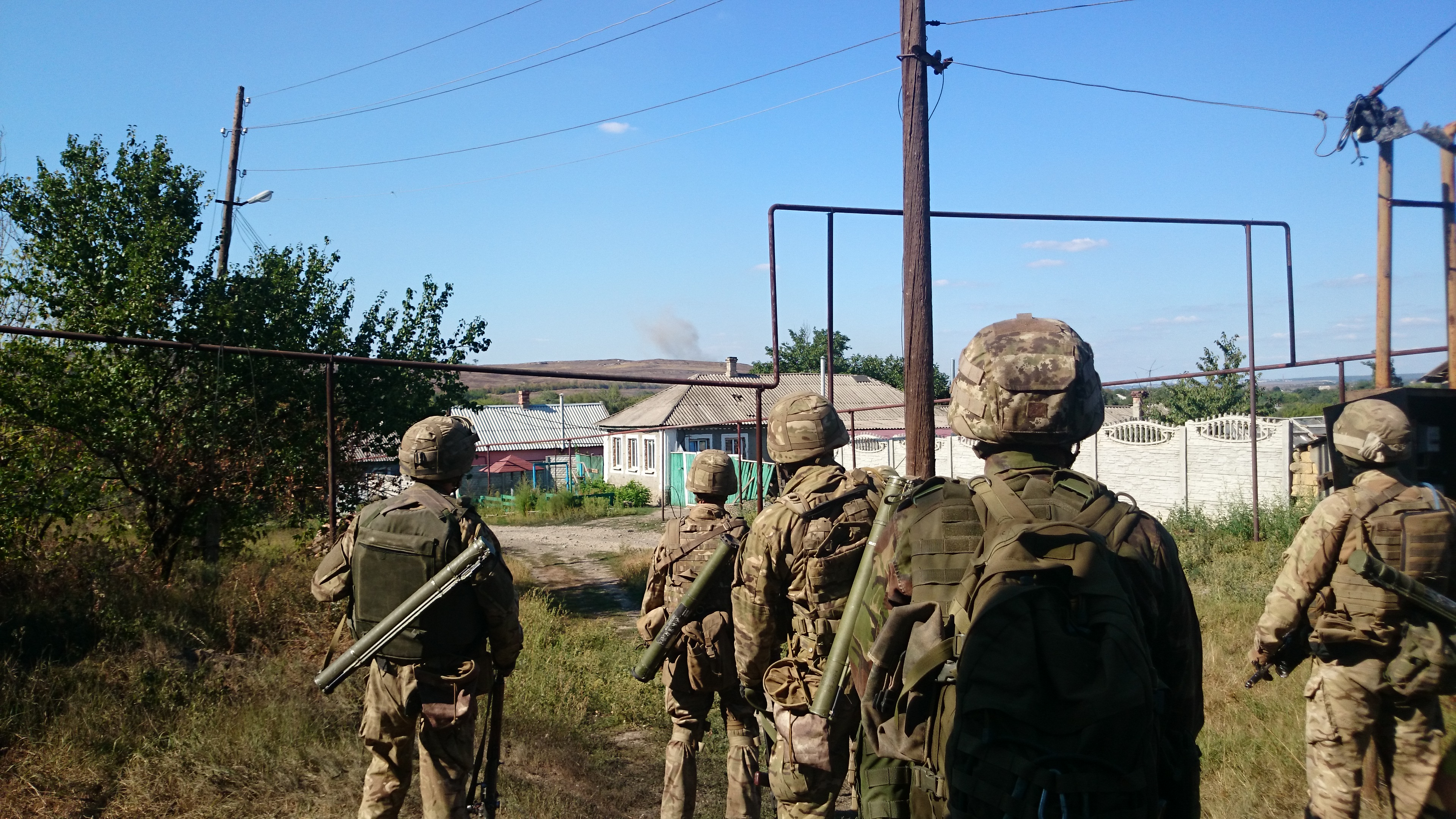
8. samostatný pluk zvláštního určení v Donbasu, 2014

Stejně jako všechny postsovětské státy zdědila Ukrajina své jednotky speciálních sil po zbytcích sovětských ozbrojených sil, jednotkách GRU a KGB. Ukrajina nyní udržuje vlastní strukturu speciálních sil pod kontrolou ministerstva vnitra a pod ministerstvem obrany, zatímco Služba bezpečnosti Ukrajiny udržuje vlastní speciální síly, Centrum pro speciální operace "A".
Síly speciálních operací jsou jedním z pěti druhů vojsk sil Ukrajiny. Velitelství speciálních sil čítá více než 4 000 příslušníků, kteří jsou profesionálními vojáky.

## Ministerstvo obrany

### Velitelství speciálních sil, Kyjev
- 99. štábní a podpůrný prapor, Berdyčiv
- 3. pluk speciálního určení, Kropyvnyckyj
  - Štáb velitelství
  - 1. oddíl speciálního určení
  - 2. oddíl zvláštního určení
  - 3. oddíl zvláštního určení
  - Údržbová jednotka
  - Signální jednotka
- 8. pluk zvláštního určení, Chmelnyckyj
  - Štáb velitelství
  - 1. oddíl zvláštního určení
  - 2. oddíl zvláštního určení
  - 3. oddíl zvláštního určení
  - 4. oddíl zvláštního určení
  - Údržbová jednotka
  - Signální jednotka
- 73. námořní středisko zvláštního určení, Očakiv
  - 1. podvodní demoliční jednotka
  - 2. jednotka odmořovacích potápěčů
  - 3. průzkumná jednotka
  - Logistická jednotka
- 140. středisko zvláštního určení, Chmelnyckyj
- 142. výcvikové středisko, Berdyčiv
- 16. centrum informačně-psychologických operací, Huiva
- 72. středisko informačně-psychologických operací, Brovary
- 74. centrum informačně-psychologických operací, Lvov
- 83. středisko informačně-psychologických operací, Oděsa

## Speciální jednotky Národní gardy Ukrajiny
Mnoho bývalých speciálních jednotek vnitřních vojsk Ministerstva vnitra Ukrajiny bylo rozpuštěno nebo přeměněno na "operační" (bojové) jednotky nebo jednotky "ochrany a hlídání veřejné bezpečnosti" (policejní). Po reorganizaci působí v rámci Národní gardy následující jednotky zvláštního určení:
- 18. operační pluk (posílený), Mariupol
  - 1. hlídkový prapor
  - 2. prapor zvláštního určení "Donbas", Mariupol
  - Pluk zvláštního určení "Azov", Mariupol
  - Hlídková rota zvláštního určení, Mariupol
- Oddíl speciálních sil "Škorpion", Kyjev, pověřený ostrahou ukrajinského jaderného průmyslu
- Protiteroristický oddíl speciálních sil "Omega", Novi Petrivci
- Oddíl speciálních sil "Vega", Lvov
- Zpravodajský oddíl speciálních sil "Ares", Charkov
- Oddíl speciálních sil "Oděsa", Oděsa

## Bezpečnostní služba Ukrajiny
Bezpečnostní služba Ukrajiny (SBU) má vlastní jednotku speciálních sil s názvem Skupina Alfa, která vznikla z kyjevské územní jednotky sovětské éry Skupina Alfa, kde se v roce 1992 stala Službou "C" SBU.
Datum vzniku oddílu Alfa na Ukrajině je 3. březen 1990. Tehdy byl vydán rozkaz náčelníka 7. správy KGB o vytvoření 10. skupiny (kyjevské) skupiny "A" služeb EIR 7. správy KGB. Výběrové řízení bylo přísné. Z původních 120 kandidátů KGB prošlo přísným výběrovým kurzem pouze 15 osob, které vytvořily první oddíl pod vedením velitele Petra Feliksoviče Zakrevského.

## Státní pohraniční služba Ukrajiny
- 10. mobilní pohraniční jednotka "Dozor"

## Národní policie Ukrajiny
- Jednotka rychlého operačního nasazení

Znak ukrajinských sil zvláštních operací
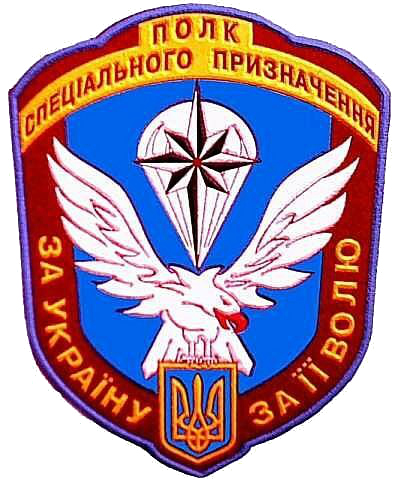
Znak 8. samostatného pluku speciálních sil
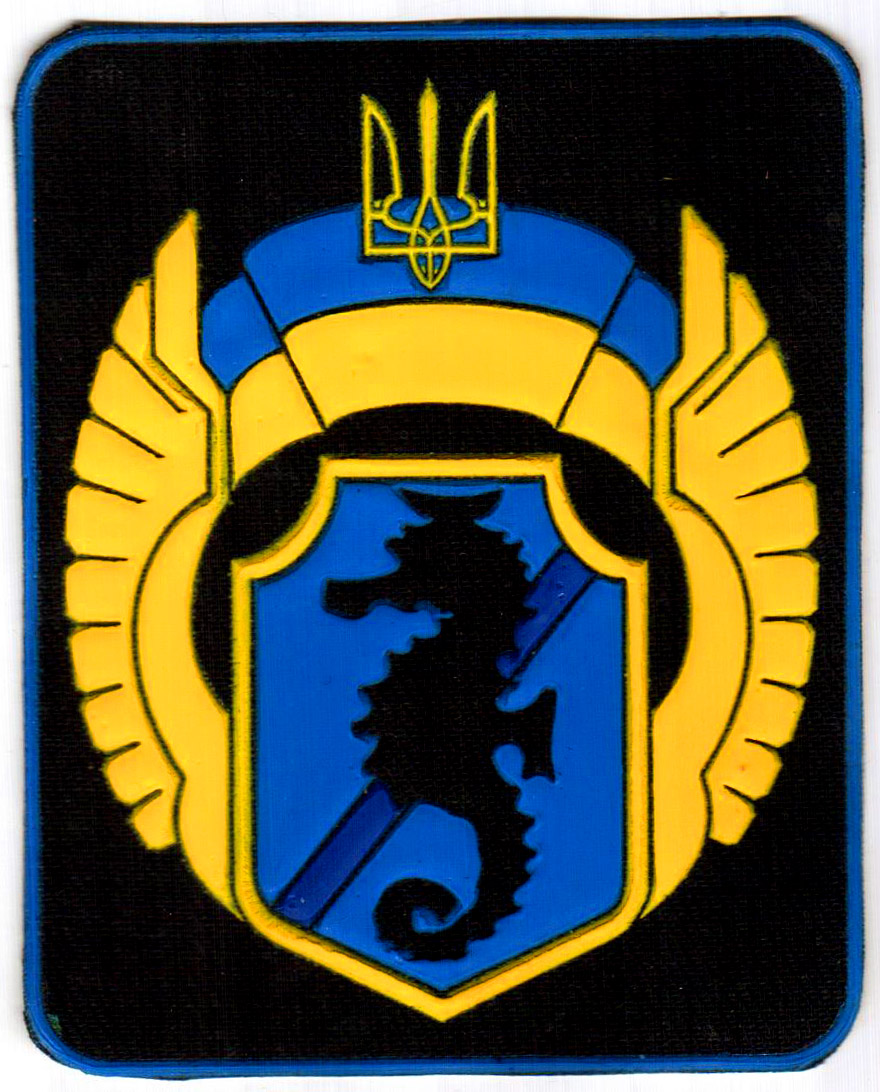
73. námořní centrum speciálních operací námořnictva Ukrajiny
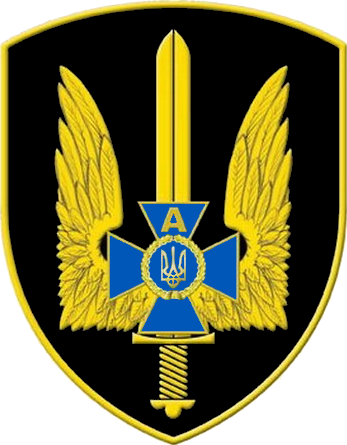
Speciální síly Bezpečnostní služby Ukrajiny "Alpha"

## Bývalé speciální jednotky
Ukrajinská speciální policejní jednotka Berkut ("orel") byla patrně nejznámější jednotkou Specnaz a až do svého rozpuštění v roce 2014 spadala pod ministerstvo vnitra. Byla v podstatě nástupcem speciálních policejních jednotek OMON ze Sovětského svazu a obdobou týmů SWAT ve Spojených státech. Kvůli korupci na ministerstvu vnitra bylo propuštěno mnoho příslušníků a velitelů jednotek Specnaz, z nichž nejvýznamnější byl Berkut. Ruské jednotky Specnaz však brzy naverbovaly mnoho propuštěných ukrajinských příslušníků. Během krymské krize bylo možné vidět příslušníky Berkutu po boku ruských "zelených mužíčků", kteří později přiznali, že jsou členy ruského Specnaz. 
Po krymské krizi pohltilo krymskou jednotku Berkut ruské ministerstvo vnitra. SBU rovněž oznámila, že asi 30 % jejích členů skupiny Alfa v Doněcké a Luhanské oblasti je nezvěstných a pravděpodobně bojují po boku doněckých nebo luhanských povstaleckých skupin.